# قائمة أبراج إيطاليا

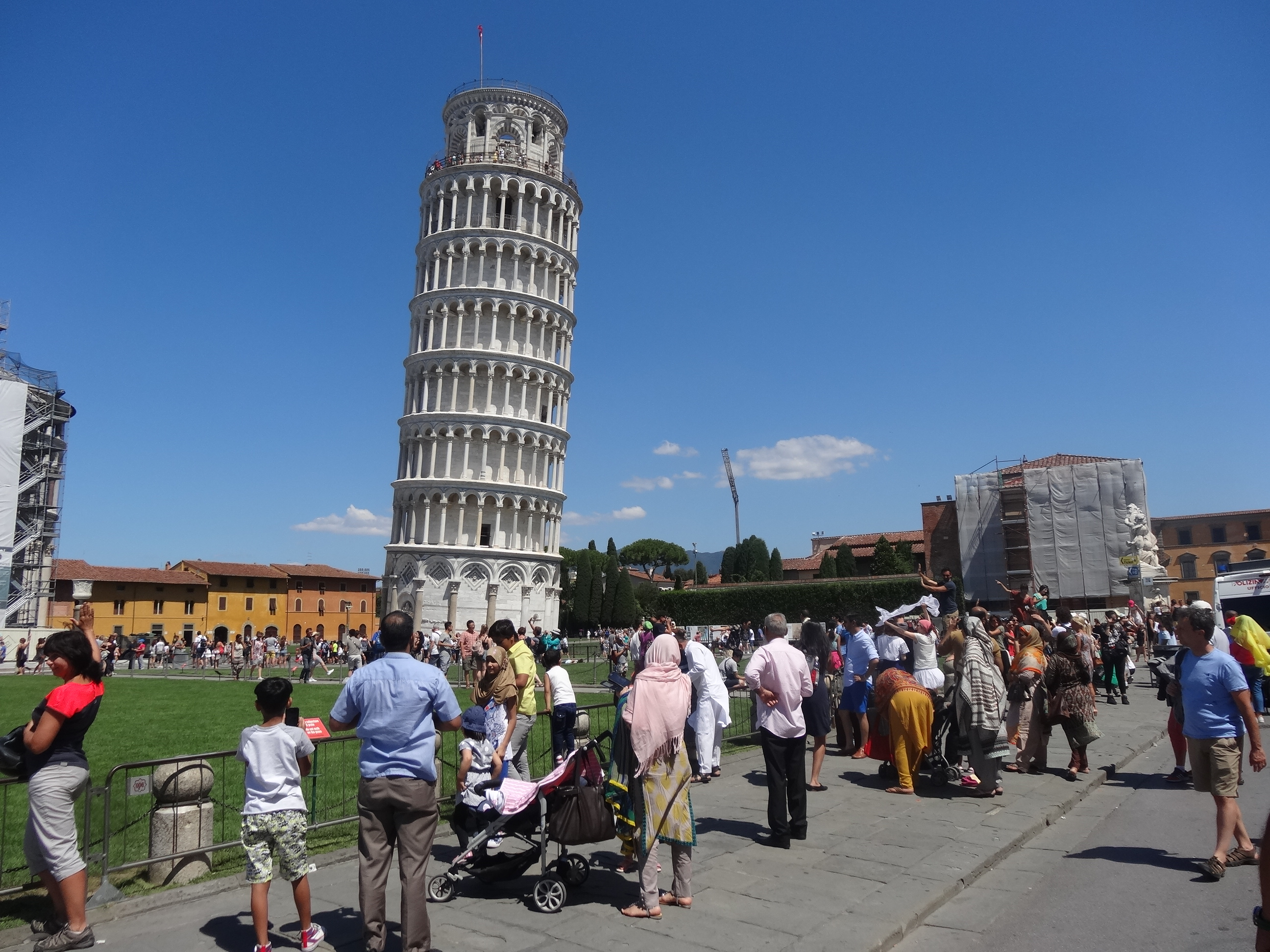
برج بيزا المائل

البرج هو بناء مرتفع عن مستوى المباني السكنية، ينشأ لأهداف جمالية أو دفاعية أو كبرج للاتصالات الهاتفية وغيرها.

## قائمة أبراج إيطاليا
تحتوي هذه القائمة على أسماء أبراج في إيطاليا.
- كاتوليكا
- مول أنطونيليانا
- أبراج بولونيا
- برج بيزا المائل